# Giovanni De Martino
Giovanni De Martino (Napoli, 13 gennaio 1870 – Napoli, 3 marzo 1935) è stato uno scultore italiano attivo a Parigi.

## Biografia
De Martino è un artista di impianto classico, noto per la produzione di sculture di piccoli busti di bronzo, in particolare ("scugnizzi", pescatori, popolane) dai tratti realistici.
Si forma presso l'Accademia di belle arti di Napoli sotto la guida di Stanislao Lista, Gioacchino Toma, e Achille D'Orsi, da quest'ultimo apprende la capacità di ritrarre i particolari più veristici utilizzandoli su soggetti molto giovani. 
Giovanissimo si trasferì a Parigi dove eseguiva gruppi scultorei di piccole dimensioni, esponendo frequentemente al "Salon di Parigi" dove vinse il premio del Museo del Louvre per l'opera in bronzo Le Pêcheur de criquets (Il pescatore di locuste, Napoli, collezione privata).
Rientrato a Napoli, ritornò ad un realismo socialista produsse sculture raffiguranti tipi caratteristici partenopei, in specie monelli, "scugnizzi", fanciullini e giovani pescatori. Dal 1916 al 1931 fu maestro dello scultore Angelo Frattini.
In seguito il tema dominante della sua produzione fu l'infanzia, in particolar modo furono rappresentanti nelle sue opere bambini pensosi, tristi, scarni, sui cui volti affioravano i segni dell'abbandono, della sofferenza. De Martino divenne noto con il soprannome di "Lo scultore di bambini".
Prese parte a numerose esposizioni nazionali e internazionali in particolare tra il 1900 e il 1929, espose a Napoli dal 1892, a Parigi fin dal 1900, a San Pietroburgo nel 1902, a Roma nel 1903, a Venezia nel 1905 e a Rimini nel 1909 e successivamente nel 1922, nel 1924 e nel 1928 a Monaco. Nel 1916 fu acquistata dalla Galleria regionale d'arte dell'Accademia di belle arti di Napoli una scultura intitolata Bimba pensosa.
Partecipò più volte alla Biennale di Venezia nel 1907, 1922, 1924, 1928, 1930. Nel 1929 espone alle mostre del Sindacato di belle arti della Campania, fu poi presente alla Società Promotrice di Belle Arti di Napoli nel 1910 e alla Fiorentina Primaverile di Firenze nel 1922. I suoi temi adolescenziali e infantili sono resi con un'efficacia tanto straordinaria che lo stesso Benito Mussolini ne rimase fortemente affascinato in occasione della Quadriennale di Roma del 1931 (gennaio-giugno), in cui si presenta con gli amici "artisti italiani di Parigi" tra cui: Gino Severini, Filippo de Pisis, Massimo Campigli.

## Musei
- Museo del Louvre, Parigi
- Museo Principe Diego Aragona Pignatelli Cortés, Villa Pignatelli, Napoli
- Museo d’Arte Contemporanea di Roma
- Civico Museo d'Arte Moderna e Contemporanea Castello di Masnago, Varese
- Museo Casa Natale di Michelangelo Buonarroti, Caprese Michelangelo, Arezzo
- Galleria dell'Accademia di Napoli, ("Bimba pensosa")
- Museo della "Fondazione Federico Zeri", Università di Bologna
- Museo civico di Varese (inv. 278)
- M.a.x. museo, Collezione Comune di Chiasso, Svizzera
- Museo Fortunato Calleri di Catania

## Premi
Nel 1900 vinse il premio speciale "Salon di Parigi" del Museo del Louvre, con l'opera di una scultura in bronzo intitolata Le pêcheur de criquets ("Il pescatore di locuste").

## Mercato dell'arte
A un'asta di New York Sotheby's nel 2008, Fishermen (1930) di Giovanni De Martino, una scultura in bronzo, è stata venduta per 7.500 dollari USA più spese d'asta.

## Esposizioni
Giovanni de Martino partecipò a numerose mostre nazionali e internazionali, soprattutto tra il 1900 e il 1929, tra cui:
- Parigi dal 1898 al 1909
- Le Salon de Paris, Museo del Louvre, Francia, 1900
- Museo Statale Ermitage, San Pietroburgo, 1902
- Roma, 1903
- Venezia, 1905, 1922, 1924
- La Biennale di Venezia, VII Esposizione internazionale d'arte 1907 (22 aprile – 31 ottobre)
- La Biennale di Venezia, XIII Esposizione internazionale d'arte 1922 (15 aprile – 31 ottobre)
- La Biennale di Venezia, XIV Esposizione internazionale d'arte 1924 (1º aprile – 31 ottobre)
- La Biennale di Venezia, XVI Esposizione internazionale d'arte 1928 (1º aprile – 31 ottobre)
- La Biennale di Venezia, XVII Esposizione internazionale d'arte 1930 (4 maggio – 4 novembre)
- Rimini, 1909
- Società Promotrice di Belle Arti di Napoli, Napoli, 1910
- Fiorentina Primaverile, Firenze, 1922
- Reale accademia di disegno, Accademia di belle arti di Napoli, 1929
- Principato di Monaco, Monte Carlo, 1928
- Sindacato di belle arti della Campania, Napoli, 1929
- I Quadriennale nazionale d'arte di Roma, 1931
- Mostra retrospettiva dello scultore Giovanni De Martino, a cura di Pietro Barillà, VI Esposizione d’Arte del Sindacato Interprovinciale di Belle Arti della Campania, Napoli, 1935
- Mostra dell'arte nella vita del Mezzogiorno, Roma, 1953
- Novecento, Galleria Vincent, Napoli, 2010
- Gemito e la scultura a Napoli tra Otto e Novecento, Museo Ernesto Galeffi, Montevarchi, 2012
- 60 Opere delle Collezioni dei Musei Civici, Civico Museo d'Arte Moderna e Contemporanea Castello di Masnago, Varese, 2014
- Il Bello o il Vero, La Scultura Napoletana del Secondo Ottocento e del Primo Novecento, Chiesa di San Domenico Maggiore (Napoli), 2014 e 2015

## Sculture note
- Il pescatore, bronzo, 1920 (Monumento Piazza antistante Villa Pignatelli), Napoli
- Le Pêcheur de criquets (Il pescatore di locuste), bronzo, 1916 (Galleria dell'Accademia di Napoli)
- Bimba pensosa, bronzo, 1900 (Napoli, collezione privata)
- Le Petit pêcheur (Il Pescatorello), bronzo, h. cm 15, 1901 (Parigi, collezione privata)
- La sprovvista, bronzo, 1953 (Napoli, Coll. B. d'Angelo)
- Scodella vuota, terracotta, h. cm 72, 1935, Napoli
- Fuori dal nido, gesso, h. cm 80, 1935, Napoli
- Pastorello divino, Venezia
- Compagni bastardi

## Stile
Giovanni De Martino è stato «Un poeta dell'infanzia» (Emanuele Samek Lodovici, 1946). Eredi dei pescatorelli gemitiani e dorsiani e dei monelli rendiani, i fanciulli di De Martino in bronzo sono “scugnizzi” spensierati, dai corpi levigati e dai dettagli dei capelli e del volto finemente cesellati (Mimmo Di Guida). I fanciulli di De Martino sono “appena nati, gai e giocondi” o “adolescenti abbandonati coi segni della sofferenza; bimbi presi nelle funzioni dei loro giuochi infantili e popolane con la malinconia degli occhi profondi” (Pietro Barillà, 1935). Altri motivi ricorrenti dell'opera demartiniana sono i pescatori provati dalla fatica, il volto dolente delle loro donne, modellati con trepida emozione (Vincenzo Vicario, 1994).